# A kecske szarvatlansága

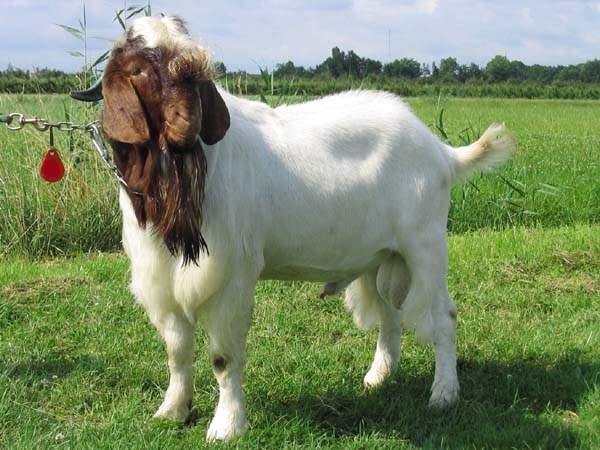
Szarvatlan búr kecskebak

A kecske szarvatlansága dominánsan öröklődő jelleg. Előnye, hogy mivel az illető egyednek nincs szarva, kevésbé tud kárt okozni, és társait kevésbé nyomja el. A könnyebb kezelhetőség mellett az is előny, hogy a szarvatlan anyák termékenyebbek. Hátránya, hogy torzítja az ivararányt, mivel elterjedése azt okozza, hogy kevesebb nőstény kecske születik, ami különösen a tej hasznosítású fajtáknál hátrány; a hímek között pedig több a terméketlen. Többször is próbálkoztak már szarvatlan kecskefajta kitenyésztésével, de az egyre több álhermafrodita bak miatt kudarcot vallottak. A szarvatlan kecske hagyományos megnevezése suta vagy buga. 

## Öröklésmenet
A szarvatlanság dominánsan öröklődik, függetlenül a nemtől; azonban azok az egyedek, amelyek a domináns allélra homozigóták, nemi kromoszómáiktól függetlenül bakká fejlődnek, így az anyák csak heterozigóták vagy homozigóta recesszívek lehetnek. Ha egy bak szarvatlan, akkor lehet homozigóta domináns vagy heterozigóta; ha egy anya szarvatlan, akkor csak heterozigóta lehet.
A lehetséges párosítások:
- Homozigóta domináns (PP) bak és heterozigóta (Pp) anya: PP, Pp nemtől függetlenül, de a PP mindenképpen bak lesz. A nőstény:hím aránya 1:3, de a hímek közül egy rész terméketlen. Az összes utód szarvatlan.
- Homozigóta domináns (PP) bak és homozigóta recesszív (pp) anya: Az összes utód Pp, a nemek aránya nem torzul. Az összes utód szarvatlan.
- Heterozigóta (Pp) bak és heterozigóta (Pp) anya: PP, 2Pp és pp nemtől függetlenül, de a PP mindenképpen bak lesz. A nőstény:hím aránya 3:5, de a hímek közül egy rész terméketlen. A szarvalt:szarvatlan aránya 1:3, de a hímek között több a szarvatlan; az arány nőstényeknél 1:2, hímeknél 1:4.
- Heterozigóta (Pp) bak és homozigóta recesszív (pp) anya: Pp, pp, a nemek aránya marad. Az utódok fele szarvatlan.
- Homozigóta recesszív (pp) bak és heterozigóta (Pp) anya: Pp, pp, a nemek aránya marad. Az utódok fele szarvatlan.
- Homozigóta recesszív (pp) bak és homozigóta recesszív (pp) anya: pp, a nemek aránya marad. Az összes utód szarvalt.

Mindezek az arányok csak valószínűséget jeleznek; a nagy számok törvénye miatt csak sok születés esetén fognak közelíteni az arányok. Kisebb nyájakban lehet a véletlen szerencsés, vagy szerencsétlen.

## Az ivarátfordulás magyarázata
Noha a nemet az X és az Y-kromoszómák határozzák meg, a petefészek kifejlődését az 1-es kromoszómán található FOXL2 gén határozza, aminek törlődése esetén az állatnak nem fejlődik petefészke, így akkor is hím lesz, ha nemi kromoszómái szerint nőstény lenne. Azonban ehhez a gén mindkét példányának hiányoznia kell.
A szarv fejlődését szabályozó PISRT1 gén ennek a közelében helyezkedik el. Ha ez törlődik, akkor az állatnak nem nő szarva. Ehhez azonban már az is elég, ha az egyik példány hiányzik. Mivel ezek a gének közel vannak egymáshoz, ezért általában az egyik elvesztése a másik elvesztését is okozza.

## Szarvtalanítás
Mivel a szarvatlan egyedeket könnyebb kezelni, azért egyes területeken elterjedten szarvtalanítják a kecskéket. Ez pár napos korban történhet, pasztával vagy égetéssel, általában altatás vagy érzéstelenítés nélkül..
A gidát vagy gödölyét lefogják, és szarvkezdeményeibe dörzsölik a pasztát, ami átmarja magát a bőrön, és tönkreteszi a szarv csíráit. Az égetés sem kíméletesebb.
Az eredmény nem mindig tökéletes. Ha nem sikerül, akkor a szarvak rendellenesen, aszimmetrikusan, ferdén fognak nőni, de mindenképpen eltorzulnak. Mivel nagy szenvedést okoz az állatnak, a biogazdaságban tilos ezt végezni.